# Kermes cockerelli
Kermes cockerelli är en insektsart som beskrevs av Edward MacFarlane Ehrhorn 1898.
Kermes cockerelli ingår i släktet Kermes och familjen eksköldlöss. Inga underarter finns listade i Catalogue of Life.